# Rudy Markussen vs. Patrick Nielsen
Rudy Markussen versus Patrick Nielsen med tilnavnet Ondt Blod er en supermellemvægt-boksekamp mellem Danmarks 2 bedst rangerede boksere, der fandt sted den 12. december 2015. Kampen blev offentliggjort den 14. oktober 2015 og er speciel da den er betegnet som et af de største dansker-kampe i boksehistorien, hvor Markussen repræsenterer den gamle generation og Nielsen den nye. 
Kampen blev vundet af   Patrick Nielsen efter at den blev stoppet af kamplederen i tredje omgang. 

## Kampen
Kampen blev afholdt i Brøndby Hallen i Brøndby, Danmark foran 5.500 tilskuere og bliver vist på tv-netværket Viasat på PPV. Jan Christensen, bliver kampleder og sidedommere bliver Søren Saugmann, Torben Seemann Hansen og Freddy Rafn. Til indvejningen foran 300 pressefolk og fans på Crowne Plaza Copenhagen Towers vejede først Markussen ind på 76,8 kg, et godt stykke under vægtgrænsen på 77,5, der var aftalt ifølge kontrakten. Nielsen gik derefter op og vejede ind på 77,3 kg. Seancen blev dramatisk da Nielsen skubbede til Markussen mens de stod ansigt til ansigt. Kampen bliver sat til 12. omgange dog uden en titel på spil.

## Optakten
Uvenskabet mellem Markussen og Nielsen startede da Markussen via det danske boksemedie Lionheart-Boxing i en artikel fra 21. februar, 2015 nævnte at, at han ønskede at møde den unge danske landsmand, der netop var rykket op i supermellemvægt. Udfordringen fra Rudy vakte ikke den store opsigt blandt de danske boksefans, men provokerede Nielsen, der efter at have knock outet amerikaneren George Tahdooahnippah den 14. marts, 2015 råbte ud til publikum i Ballerup Super Arena: "Hvem f..k er Rudy, mand!?". Dette var starten på et verbalt opgør mellem de 2 boksere der fandt sted i medierne.
Uvenskabet blev intensiveret i pressen men Nielsens promotor Nisse Sauerland var ikke villig til at arrangere en kamp mellem rivalerne. Ifølge en artikel for BT mente Sauerland at den pensionerede bokser for grådig i sine økonomiske krav. Som modsvar til Sauerland udtalelse offentliggjorde Markussen og hans træner Kenneth Svensson en længere mailkorrespondance, der indeholdte fortrolige forhandlinger og beløb mellem dem og Sauerland til BT. Baseret på dette var den sidste mulighed for at arrangere ikke længe tilgængelig og Nielsen blev ligeledes provokeret af, Markussens store krav.
Mens tyskeren tøvede med at gå i realitetsforhandlinger om kampen mellem danskerne, kom der et bud fra danske promoter Mogens Palle og Hans Henrik Palm, der tilbød at arrangere kampen og tilmed et solidt økonomisk beløb dog hvor tilbuddet mest gavnede Markussen. Tilbuddet blev ikke modtaget vel og afvist af Sauerland og Nielsen, der anså det for en provokation og en offensiv på den igangværende bokseforretning hvor Nielsen var hovednavnet.  
Den 29. april, 2015 til et pressemøde på hotellet Crowne Plaza Copenhagen Towers i Ørestad på Vestamager i København, mellem Nielsens og hans kommende modstander, argentineren Ruben Eduardo Acosta dukkede Markussen uventet op og udfordrede Nielsen ansigt til ansigt. Dette 'stunt' var hvad der for alvor skabte Nielsens had til Markussen da han anså rivalens uanmeldte ankomst som en stor fornærmelse og respektløst i forhold til den karriere bokseren havde bygget op over 6 år. Udsagene ’kylling’ og ’så kom den 20!’ blev råbt af Patrick og skabt på dette møde og dette pressemøde er højst sandsynligt hvad der fik Sauerland til at arrangere kampen.
Den er ifølge promoter Kalle Sauerland anset for at være den dyreste kamp mellem to danske boksere nogensinde og anset som en rivalisering, som når FC København møder Brøndby IF i den danske superliga. Der forventes en VM-kamp i 2016 til vinderen af opgøret mod den mangeldobbelte WBO-verdensmester i supermellemvægt, tyskeren Arthur Abraham. Abraham har selv accepteret, at han vil møde vinderen af kampen og Sauerland vil prøve at arrangere kampen. 

### Markussen
Rudy bokser kampen i en alder af 38 år med en rekordliste på 39 vundne, 3 tabte og 26 på knock out. Han største kampe har været mod Danilo Haussler i 2004 hvor han vandt EM og verdensmester-kampene mod Sven Ottke i 2002 og Brian Magee i 2012 som han tabte. Han profdebuterede den 3. oktober 1997 hvor han vandt på en pointsejr. 

### Nielsen
Nielsen boker kampen i en alder af 24 år med en rekordliste på 27 vundne, 1 tabt og 13 på knock out. Han profdebuterede den 12. september, 2009 som hvor han vandt på teknisk knock out i 1. omgang. Hans største kamp har været mod WBA-verdensmesteren Dmitry Chudinov i 2014 som han tabte til på point.

## Hovedkamp
- Supermellemvægtmesterskab  Rudy Markussen vs.  Patrick Nielsen.

### Undercard
- Cruiservægtkamp  Micki Nielsen vs.  Konstantin Semerdjiev

- Fjervægtkamp  Dennis Ceylan vs.  Walter Estrada

- Supermellemvægtkamp  Abdul Khattab vs.  Francisco Cordero

- Superbantamvægtkamp  Dina Thorslund vs.  Jasmina Nadj

- Mellemvægtkamp  Landry Kore vs.  Francisco Cordero

- Supermellemvægtkamp  Tim Robin Lihaug vs.  Jozsef Racz

- Cruiservægtkamp  Kai Robin Havnaa vs.  Lukasz Zygmunt

- Letsværvægtkamp  Deion Jumah vs.  Vasyl Kondor

## International tv-transmittering
| Land    | Tv-kanal             |
| ------- | -------------------- |
| Denmark | TV 3 Sport (Denmark) |
| Norway  | Viasat Sport         |
| Sweden  | TV10                 |

## Eksterne kilder og henvisninger
1. ↑  Vild opstandelse! Patrick stoppede Rudy 13. december 2015 ekstrabladet.dk

 Der er for få eller ingen kildehenvisninger i denne artikel, hvilket er et problem. Du kan hjælpe ved at angive troværdige kilder til de påstande, som fremføres i artiklen.